# (450390) Pitchcomment
(450390) Pitchcomment est un astéroïde de la ceinture principale.

## Description
(450390) Pitchcomment est un astéroïde de la ceinture principale. Il fut découvert le 8 août 2005 à Vicques (Jura) par Michel Ory. Il présente une orbite caractérisée par un demi-grand axe de 2,18 UA, une excentricité de 0,21 et une inclinaison de 3,8° par rapport à l'écliptique.